# Гомисджвари
Гомисджвари (груз. გომისჯვარი) — село в Грузии, на территории Каспского муниципалитета края (мхаре) Шида-Картли.

## География
Село находится в центральной части Грузии, на левом берегу реки Ничбисисцкали (правый приток Куры), на расстоянии приблизительно 10 километров (по прямой) к юго-востоку от города Каспи, административного центра муниципалитета. Абсолютная высота — 879 метров над уровнем моря.

## Население
По результатам официальной переписи населения 2014 года, в Гомисджвари проживало 18 человек (9 мужчин и 9 женщин). В национальной структуре населения грузины составляли 100 %.
| Год  | Население, человек |
| ---- | ------------------ |
| 2002 | 32                 |
| 2014 | ↘ 18               |